# Mieszałki
Mieszałki [pronunciación en polaco: /mjɛˈʂau̯ki/] (anteriormente alemán Grünewald) es un pueblo en el distrito administrativo de Gmina Grzmiąca, dentro del condado de Szczecinek, Voivodato de Pomerania Occidental, en el noroeste de Polonia. Se encuentra a unos 6 kilómetros al norte de Grzmiąca, a 26 kilómetros al noroeste de Szczecinek, y a 132 kilómetros al noreste de la capital regional Szczecin.